# Alfredo Maldonado
Alfredo Maldonado Arias (Arica, Perú, 1864 - Batalla de Arica, 7 de junio de 1880) fue un militar peruano que participó en la Guerra del Pacífico. Considerado por la historiografía peruana como el niño héroe de Arica.

## Biografía
Fue hijo de Santiago Maldonado, capataz de playeros, y de Micaela Arias, ambos naturales de Arica. Era un adolescente de rasgos afroperuanos que, a la edad de 15 años, se enlistó como voluntario con el grado de cabo de artillería al estallar la Guerra del Pacífico. Combatió en la batalla de Arica, junto a su tío, el sargento Nicanor Arias Campo Hermoso, como parte de la guarnición del fuerte Ciudadela.
En los momentos finales de la lucha, cuando ya el fuerte había sido tomado por las tropas chilenas, mientras el subteniente José Miguel Poblete del 3.º de Línea reemplazaba la bandera peruana por la chilena, el cabo Alfredo Maldonado prendió fuego a la santabárbara, pereciendo en la explosión junto a sus compañeros que yacían heridos y los chilenos que se encontraban alrededor, entre ellos, Poblete.

[...] En estas circunstancias, el primer fuerte resistía heroicamente; cuando de improviso vimos a los lejos la explosión del polvorín quedando sepultados en una nube de fuego y humo casi la totalidad de los combatientes y muchos de los enemigos [...] Según informes que he recibido el polvorín fue incendiado por un joven de 16 años llamado Alfredo Maldonado.
Parte del Coronel Marcelino Varela, primer jefe del batallón "Artesanos de Tacna".

Los historiadores chilenos Nicanor Molinare y Benjamín Vicuña Mackenna, en sus respectivas obras sobre la batalla de Arica, han consignado equivocadamente a Alfredo Maldonado como Alfredo Cadenas, aunque coinciden en señalar que fue él quien prendió fuego al polvorín.
Concluido el combate y calmada la situación, las autoridades chilenas permitieron a los deudos recoger los restos de sus familiares. Lo que se encontró del cadáver de Maldonado —parte del tronco con la cabeza y un brazo— fue enterrado por su madre en la hondonada del fuerte, junto a los restos de otros combatientes peruanos. Durante la ocupación, a este sitio iban en romería cada 7 de junio los colegiales peruanos de Arica, acompañados de sus maestros, como refería la educacionista ariqueña Matilde Rello en una carta al historiador Gerardo Vargas Hurtado en 1918.
Posteriormente sus restos fueron trasladados a la Cripta de los Héroes en el cementerio Presbítero Maestro en Lima.